# 마거릿 배너먼

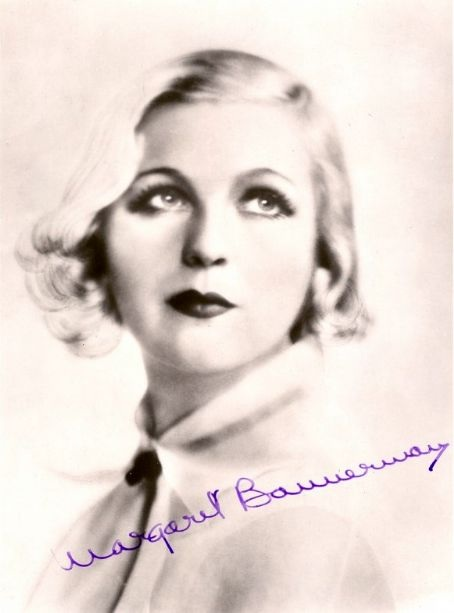

마거릿 배너먼(영어: Margaret Bannerman, 1896년 12월 15일 ~ 1976년 4월 25일)은 캐나다의 배우이다.
토론토에서 태어났으며 엥글우드에서 사망하였다.

## 영화
- 클루니 브라운 (1946년) - 앨리스 카멜 역
- 오드리 부인의 비밀 (1920년)
- 힌들 웨이크스 (1918년)
- 굿바이 (1918년)
- 더 게이 로드 퀘스 (1917년)
- 프레임스 (1917년)